# Зелёный Клин (Калманский район)
Зелёный Клин — упразднённый посёлок в Калманском районе Алтайского края. На момент упразднения входил в состав Шиловского сельсовета. Исключен из учётных данных в 1983 году.

## География
Располагался на правом берегу реки Малая Калманка, примыкая с юга к железнодорожным путям, на расстоянии приблизительно в 2 км (по прямой) к северо-востоку от села Шилово.
Климат умеренный, резко континентальный. Средняя температура января составляет −17,7 °C, июля — +19,6 °C. Годовое количество атмосферных осадков — 350—400 мм.

## История
По всей видимости возник в 1930-е годы путем выделения части села Шиловское в отдельный населенный пункт — сельскохозяйственную коммуну.
Решением Алтайского КИКа от 11 ноября 1983 года № 381/2 населённый пункт, исключен из учётных данных..